# Бе (Горња Саона)
Бе (фр. Bay) је насељено место у Француској у региону Франш-Конте, у департману Горња Саона.
По подацима из 2011. године у општини је живело 122 становника, а густина насељености је износила 25,05 становника/km².

## Демографија
| 1962. | 1968. | 1975. | 1982. | 1990. | 2011. |
| ----- | ----- | ----- | ----- | ----- | ----- |
| 62    | 61    | 60    | 54    | 60    | 122   |